# Cis pistoria
Cis pistoria är en skalbaggsart som beskrevs av Thomas Casey 1898. Cis pistoria ingår i släktet Cis och familjen trädsvampborrare. Inga underarter finns listade i Catalogue of Life.